# گردش نخبگان

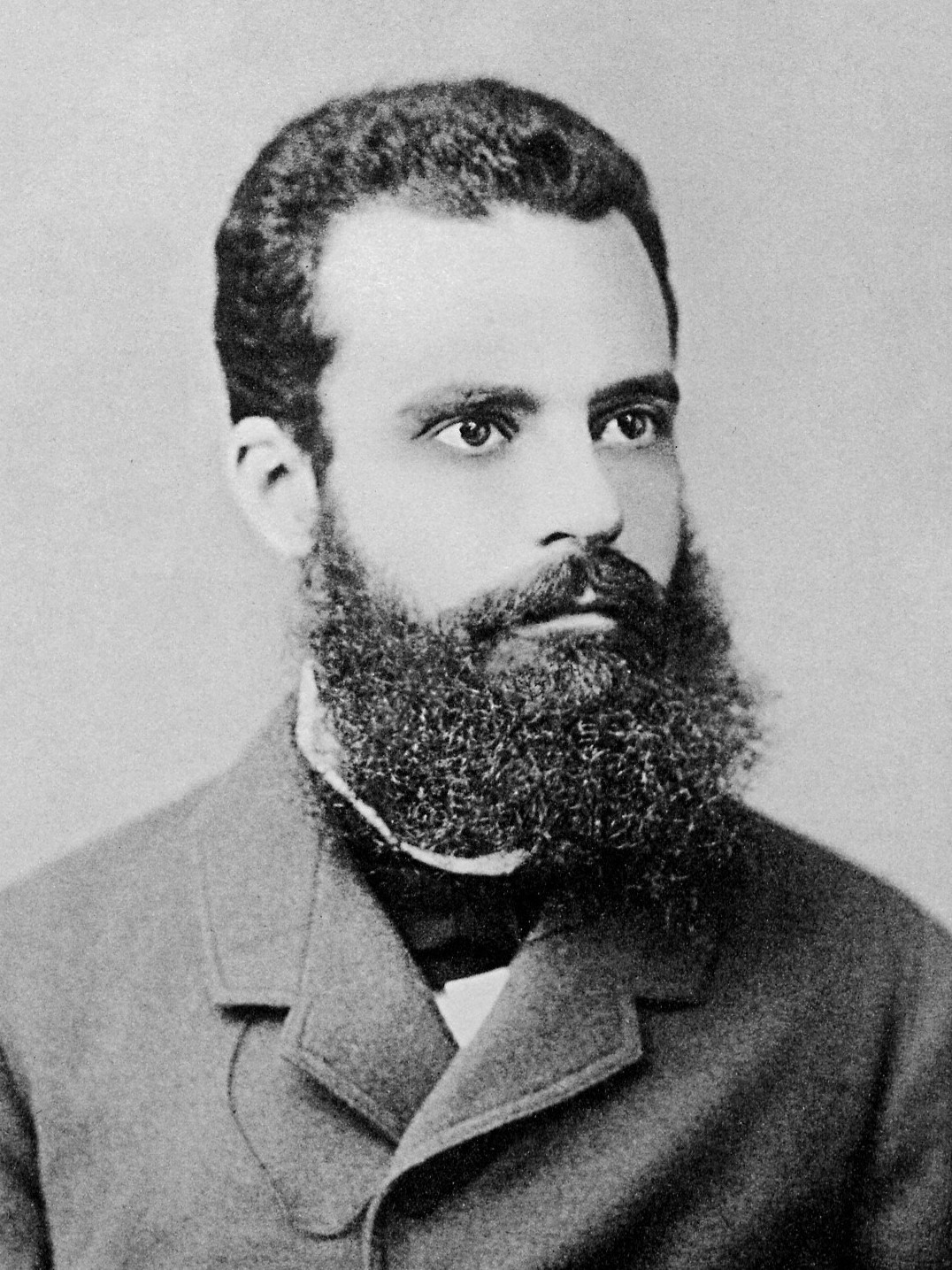
ویلفرد پارتو

گردش نخبگان (به انگلیسی: Circulation of elite) نظریه‌ای دربارهٔ تغییر رژیم است که توسط دانشمند علوم اجتماعی ویلفردو پارتو ایتالیایی (۱۵ ژوئن ۱۸۴۸–ا۹ اوت ۱۹۲۳) توصیف شده‌است.
تغییر رژیم‌ها، انقلاب‌ها و غیره زمانی اتفاق نمی‌افتد که حاکمان از پایین سرنگون می‌شوند بلکه زمانی اتفاق می‌افتند که یکی از نخبگان جایگزین دیگری شود. نقش مردم عادی در چنین تحولی نقش آغازگر یا بازیگر اصلی نیست بلکه به عنوان پیروان و حامیان «این» یا «آن» نخبگان است.

## فرض‌ها
«این یک بدیهی بنیادی برای پارتو است که انسان‌ها چه از جهت جسمانی و چه از نظر فکری و اخلاقی با یکدیگر برابر نیستند. در کل جامعه و در هر یک از قشرها و گروه‌های آن، برخی کسان از دیگران با استعدادترند. اصطلاح نخبگان در کاربرد پارتو هیچگونه دلالت اخلاقی یا افتخارآمیز ندارد. این اصطلاح تنها بر آن کسانی اطلاق می‌شود که «در هر یک از شاخه‌های فعالیت بشری بالاترین نمره را به دست آورده باشند.» پارتو می‌گوید که «بهتر است این اصطلاح را باز هم به دو مقوله تقسیم کنیم: [نخبگان حکومتی] که از افرادی نرکیب می‌شوند که مستقیم یا غیرمستقیم در حکومت نقش عمده ای دارند و [نخبگان غیرحکومتی] که بقیه نخبگان را شامل می‌شوند.» بحث اصلی پارتو درباهٔ نخبگان حکومتی است.»

## ابهام
یک ابهام اساسی در بحث پارتو با مفهوم نخبگان وجود دارد. در برخی از بخش‌ها، کسانی پست‌های نخبگان را اشغال می‌کنند که واجد شرایط هستند ولی در بسیاری از بخش‌های دیگر به ادعای پارتو، افراد به دلیل این‌که برچسب‌گذاری می‌شوند، به پست‌های نخبه اختصاص می‌یابند. در این معنا ممکن هست همه آنهایی که پست‌های نخبگان به آنان اختصاص داده می‌شود، قابلیت‌های لازم را نداشته باشند و دیگرانی که چنین برچسبی ندارند، چنین شایستگی را داشته باشند. به نظر می‌رسد پارتو باورمند بود تنها در جوامع باز، تحرک اجتماعی وجود دارد و افراد با ظرفیت برتر ارتباط دارند. برای مثال، تنها در چنین شرایطی، نخبگان حاکم، متشکل از افرادی خواهند بود که بیشترین توانایی را برای اداره حکومت دارند. واقعیت اجتماعی آنست که موانعی همانند ثروت ارثی یا پیوندهای خانوادگی مانع از گردش آزادانه افراد در صفوف جامعه می‌شود به طوری که هم دارندگان برچسب نخبگانی و هم دارندگان بالاترین شایستگی، تمایل به واگرایی به درجات کمتر یا بیشتر دارند.

## تحرک اجتماعی
با توجه به احتمال اختلاف بین موقعیت انتسابی و اکتسابی و ظرفیت واقعی نخبگان، پارتو مدافع پرشور حداکثر تحرک اجتماعی و شغل برای همه است. او این خطر را می‌دید که پست‌های نخبگانی که زمانی توسط مردان با استعداد واقعی اشغال می‌شد، در طول زمان توسط مردان فاقد چنین استعدادی تصاحب می‌شود. وقتی نخبگان حاکم یا غیرحکومتی تلاش می‌کنند خود را در برابر هجوم عناصر جدیدتر و توانمندتر از انبوه جمعیت حفظ کنند، وقتی گردش نخبگان با مانع مواجه می‌شود، تعادل اجتماعی بهم می‌خورد و نظم اجتماعی رو به زوال می‌رود. پارتو استدلال کرد اگر نخبگان حاکم «راه‌هایی برای جذب افراد استثنایی که در طبقات موضوعی به جبهه می‌آیند، پیدا نکنند» عدم تعادل در بدن سیاسی و بدن اجتماعی ایجاد می‌شود و تا زمانی که این شرایط یا از طریق گشایش جدید کانال‌های تحرک یا از طریق سرنگونی خشونت‌آمیز نخبگان حاکم قدیمی بی‌اثر توسط نخبگان جدیدی که قادر به حکومت هستند، اصلاح شود، نظم اجتماعی در خطر زوال است.

## نخبگان حکومتی
پارتو یک دسته‌بندی اجتماعی را معرفی کرد که شامل شش طبقه بود. طبقه اول مربوط به روباهان ماجراجوی ماکیاولی است و طبقه دوم به شیران محافظه‌کار به ویژه به نخبگان حکومتی اختصاص دارد.
نه تنها هوش و استعداد به‌طور نابرابر بین اعضای جامعه توزیع می‌شوند بلکه مشتقات نیز به‌طور نابرابر بین اعضای جامعه توزیع می‌شوند. در شرایط عادی، مشتقات «محافظه‌کار» طبقه دوم در توده‌ها غالب می‌شوند و آنها را مطیع می‌سازند. با این حال، نخبگان حکومتی، اگر می‌خواهند مؤثر واقع شوند، باید متشکل از ترکیبی قوی از عناصر طبقات اول و دوم باشند.
طبقه حکومتی ایده‌آل شامل ترکیب خردمندانه‌ای است از شیران و روباهان، از مردانی که قادر به اقدام قاطع و نیرومند هستند و از افراد دیگری که تخیل، ابتکار و بدون پروا هستند. هنگامی که نقص در گردش نخبگان حاکم مانع دستیابی به چنین ترکیب‌های خردمندانه‌ای در میان حاکمان می‌شود، رژیم‌ها یا به بوروکراسی‌های مخفی و تکه‌تکه شده‌ای تبدیل می‌شوند که قادر به تجدید حیات و انطباق نیستند یا وارد رژیم‌های ضعیف و درگیر وکالت و لفاظی‌هایی می‌شوند که قادر به کنش قاطع و قطعی نیستند. وقتی این اتفاق می‌افتد، حاکمان در سرنگونی حاکمان خود موفق خواهند شد و نخبگان جدید رژیم مؤثرتری را ایجاد خواهند کرد.

## سفته‌بازان
آنچه در مورد رژیم‌های سیاسی صدق می‌کند در حوزه اقتصادی نیز صادق است. در این زمینه، «سفته‌بازان» شبیه «روباهان» و «رانت‌خواران» شبیه «شیران» هستند. سفته‌بازان و رانت‌خواران نه تنها علایق متفاوتی دارند بلکه خلق و خوی و مشتقات متفاوتی دارند.
هیچ‌کدام در استفاده از زور خیلی خوب نیستند ولی هر دو در همان طبقات دوگانه‌ای قرار می‌گیرند که نوسانات سیاسی را توضیح می‌دهد.
در گروه سفته‌بازان، مشتقات طبقه اول غالب هستند، در گروه رانتخواران، مشتقات طبقه دوم… این دو گروه کارکردهای متفاوتی را در جامعه انجام می‌دهند. گروه [سفته‌بازان] در درجه اول مسئول تغییر، پیشرفت اقتصادی و اجتماعی است، در عوض، گروه [رانت‌خوران] عنصر قدرتمندی در ثبات هستند و در بسیاری از موارد با خطرات موجود در کپرهای ماجراجویانه [سفته‌بازان] مقابله می‌کنند. جامعه‌ای که در آن [رانت‌خواران] به‌طور انحصاری غالب هستند، ساکن باقی می‌ماند و به قولی متبلور می‌ماند ولی جامعه‌ای که در آن [سفته‌بازان] مسلط هستند، فاقد ثبات است، در حالت تعادل متزلزلی زندگی می‌کنند که ممکن است با یک حادثه خفیف درونی یا بیرونی مشوش شود.
مانند نخبگان حکومتی که وقتی هر دو مشتقات طبقات اول و دوم نشان داده می‌شوند، همه چیز بهتر عمل می‌کند، بنابراین نظم اقتصادی با حداکثر اثربخشی زمانی حاصل می‌شود که هم رانت‌خواران و هم سفته‌بازان حضور داشته باشند و هر کدام با بررسی زیاده‌روی‌های دیگری، تعادلی را ایجاد کند.
- پارتو در کل به این نکته اشاره دارد: ترکیبی خردمندانه از نخبگان برتر مشتقات طبقه اول و دوم، «پایدارترین» ساختار سیاسی و اقتصادی را ایجاد می‌کند.